# Литературный цикл
Литерату́рный цикл — ряд литературных произведений на общую или близкую тематику, созданный одним автором или одной группой авторов. Общность, объединяющая ряд произведений, выступает, помимо темы, также в жанре, месте и времени действия, персонажах, форме и стиле повествования.
Примером фольклорных циклов являются цикл легенд о короле Артуре и рыцарях Круглого стола (Артуровский цикл) и русские былины, связанные между собой центральными героями (Илья Муромец, Добрыня Никитич и другие), в сюжетах дополняющие друг друга.
В литературе Нового времени образцами цикла в области художественной прозы могут быть цикл рассказов И. С. Тургенева «Записки охотника», цикл рассказов Артура Конан Дойля о Шерлоке Холмсе, цикл Роберта Говарда о Конане. Известны циклы в поэзии («Снежная маска» А. А. Блока), в области научной и литературно-критической прозы.

## Известные циклы в русской литературе
- Александр Пушкин: «Повести Белкина», «Маленькие трагедии», «Подражания Корану», «Песни западных славян»
- Николай Гоголь: «Вечера на хуторе близ Диканьки», «Миргород», «Арабески»; исследователи также выделяют по формально-содержательным признакам цикл «Петербургские повести»
- Владимир Одоевский: «Русские ночи», «Пестрые сказки», «Сказки дедушки Иринея»
- Иван Тургенев: «Записки охотника»
- Лев Толстой: автобиографическая трилогия («Детство», «Отрочество», «Юность»), «Севастопольские рассказы»
- Антон Чехов: трилогия рассказов «Человек в футляре», «Крыжовник», «О любви»
- Исаак Бабель: «Конармия», «Одесские рассказы»
- Варлам Шаламов: «Колымские рассказы»